# Meteugoa japonica
Meteugoa japonica là một loài bướm đêm thuộc phân họ Arctiinae, họ Erebidae.